# The Good Wife
The Good Wife (La esposa ejemplar en Hispanoamérica) es una serie de televisión estadounidense estrenada en CBS el 22 de septiembre de 2009, creada por Robert y Michelle King y con un elenco liderado por Julianna Margulies, Matt Czuchry, Archie Panjabi, Christine Baranski, Chris Noth, Alan Cumming y Josh Charles. La serie, que cuenta con 23 episodios en cada una de sus primeras dos temporadas y 22 episodios de la tercera a la séptima y última temporada, comenzó a transmitirse para Hispanoamérica por Universal Channel el 9 de noviembre de 2009. Es un drama legal en el cual las historias personales de los principales protagonistas se entrecruzan con los casos judiciales en los que participan. En octubre de 2015 se emitió el primer capítulo de la séptima temporada.

## Sinopsis
La historia se centra en el personaje de Alicia Florrick, interpretada por Julianna Margulies. Alicia es una madre y esposa que debe hacerse cargo de la conducción y manutención de su familia después de que su esposo, Peter Florrick, (Chris Noth) —prominente político que tenía el cargo de fiscal del condado—, es destituido y encarcelado bajo el cargo de corrupción política al mismo tiempo que se difunden al público vídeos que documentan que mantenía relaciones sexuales con prostitutas.

## Temporadas
| Temporada | Temporada | Episodios | Emisión original         | Emisión original    |
| Temporada | Temporada | Episodios | Comienzo                 | Final               |
| --------- | --------- | --------- | ------------------------ | ------------------- |
|           | 1         | 23        | 22 de septiembre de 2009 | 25 de mayo de 2010  |
|           | 2         | 23        | 28 de septiembre de 2010 | 17 de mayo de 2011  |
|           | 3         | 22        | 25 de septiembre de 2011 | 29 de abril de 2012 |
|           | 4         | 22        | 30 de septiembre de 2012 | 28 de abril de 2013 |
|           | 5         | 22        | 29 de septiembre de 2013 | 18 de mayo de 2014  |
|           | 6         | 22        | 21 de septiembre de 2014 | 10 de mayo de 2015  |
|           | 7         | 22        | 4 de octubre de 2015     | 8 de mayo de 2016   |

### Temporada 1
Alicia Forrick es una mujer dedicada a su familia que ha dejado sus años como abogada defensora atrás. Sin embargo, un caso de corrupción política sale al estrado. Un caso en el que está involucrado el procurador general del Estado. Se trata de Peter Florrick, el marido de Alicia.
Deberá decidir si ayudar a su marido o mantenerse al margen del caso, Alicia se unirá al bufete de abogados de un compañero de la universidad. La abogada deberá enfrentarse a un juicio tras estar trece años sin ejercer; a una legión de rivales acérrimos, dispuestos a verla caer, y a una situación familiar que debe mantener estable.

### Temporada 2
La batalla en los tribunales continua para Alicia Florrick. Su rival, Cary, está dispuesto a hacerla caer a cualquier coste, sin embargo, Alicia se mantendrá aguerrida. En el bufete, la abogada centra sus esfuerzos en profundizar relaciones, ya sea con Diane, su jefa, o Kalinda, su mejor amiga.
Mientras tanto, Peter prepara su regreso a la escena pública. La campaña para hacerlo posible sacará a la luz una serie de secretos que pondrá a prueba el matrimonio con su mujer.

### Temporada 3
Alicia ha dado un paso adelante. El momento de ser débil ha acabado. Con más fuerza en sus relaciones y una mayor intensidad en los juzgados, Alicia experimenta un cambio inusitado en su personalidad, un cambio que la abogada aprueba.
Aunque Alicia y Will se ponen de acuerdo en cuanto a su relación romántica, ambos deben enfrentarse a las consecuencias. Cary sigue dispuesto a hacer caer a Alicia, y contará con un aliado que desea ver caer a la abogada con las mismas ganas que el enemigo de la misma. Se trata de Peter.

### Temporada 4
Alicia ha ganado su primera batalla en su vuelta a los juzgados. El anterior fiscal general del Estado de Cook County, en Chicago, Peter Florrick ha perdido el juicio y se debe someter a la pena de prisión con los cargos de corrupción política y tras haber, también, protagonizado actos de escándalo sexual.
Lejos de hallarse en un estado de tranquilidad, Alicia debe dejar el confort del hogar y volver a ejercer como abogada a tiempo completo para evitar que sus hijos puedan llegar a sufrir todo tipo de carencias.

### Temporada 5
Alicia está preparando su salida de la firma de abogados Lockhart/Gardner para unirse al nuevo proyecto de un viejo conocido de la abogada. De forma paradójica se trata de Cary, el antiguo enemigo acérrimo de Alicia que ahora está dispuesto a trabajar con la abogada codo con codo.
Por otra parte, la carrera gubernamental de Peter no comienza del modo deseado para el mismo, por lo que recurrirá a Elizabeth. Mientras los juicios se siguen produciendo, esta temporada dará a conocer a nuevos personajes como el Juez Kluger.

### Temporada 6
Mientras Elizabeth insiste en que Alicia Florrick se presente como fiscal de Estado e incluso ofreciéndose a dirigir su campaña, la propia Alicia no parece estar dispuesta a dar ese paso. La protagonista deberá lidiar con esta decisión, mientras intenta mantener al cliente más importante de su nuevo bufete Florrick/Agos; que desea marcharse cuando la consultoría atraviesa una crisis económica y legal.
Por su parte, Diane lucha desesperadamente por encontrar socios para que su nueva firma salga adelante.

### Temporada 7
La campaña para las elecciones a la fiscalía por parte de Alicia ha fracasado estrepitosamente. Tras el golpe, Alicia está dispuesta a relanzar su carrera profesional. Para ello contará con la ayuda de, entre otros, un ávido investigador, que ayudará a poner en marcha la nueva firma de la abogada, una firma que trabajaría para el cliente desde el confort del hogar.
Peter, por su parte, también desea dar un paso adelante en su carrera y comienza a considerar presentarse a las elecciones presidenciales.

## Reparto
Personajes principales
- Julianna Margulies como Alicia Florrick: continúa apoyando públicamente a su esposo aunque no le ha perdonado todas sus infidelidades y a pesar de las dudas que le van surgiendo acerca de su conducta. Debe abandonar con su familia el vecindario lujoso donde residían y retomar el ejercicio de la profesión de abogada que había interrumpido años atrás, para lo cual ingresa a prueba en un importante estudio jurídico mientras que con la ayuda de su suegra continúa ocupándose de sus dos hijos. Como recién llegada debe trabajar esforzadamente para poder conservar su empleo y ganarse una reputación como abogada en un medio en el cual todos conocen la situación de su esposo.
- Chris Noth como Peter Florrick: esposo de Alicia y exprocurador general del condado que está en prisión procesado por corrupción. No demuestra inquietud por su situación e insiste frente a Alicia en que no cometió delito alguno y pide su perdón y la reconciliación.
- Josh Charles como Will Gardner: un antiguo amigo de Alicia y compañero durante sus estudios universitarios, que es socio de la prestigiosa firma de abogados en la que ayuda a ingresar a Alicia. Su apoyo, sin embargo, está limitado por Diane Lockhart, la socia de la firma que supervisa de cerca el trabajo de Alicia y Cary. Despertará intereses amorosos en Alicia.
- Archie Panjabi como Kalinda Sharma: investigadora privada del estudio jurídico asignada para trabajar con Alicia que anteriormente lo había hecho en la procuraduría del estado hasta que Peter Florrick la despidiera. Siente cierta atracción por Cary aunque no quiera admitirlo. Es muy hábil y dedicada en su trabajo y parece tener una visión cínica del mundo; su apariencia física denota la ascendencia panyab de la actriz que la protagoniza.
- Christine Baranski como Diane Lockhart: socia fundadora del estudio jurídico que supervisa de cerca el trabajo de Alicia y Cary. En la tercera temporada descubre el romance de Alicia y Will el cual coincide con una investigación de la Procuraduría y que puede poner en riesgo la firma Lockhart - Gardner, por tal razón le pide a Will que ponga fin a la relación que mantiene con la aún esposa del procurador general del Estado.
- Matt Czuchry como Cary Agos: un abogado joven, capaz pero sin demasiada experiencia, a quien se ve en el primer episodio ingresar a trabajar al mismo tiempo que Alicia y en competencia con ella pues como había una sola vacante en la firma los socios decidirán al cabo de seis meses conforme los méritos del desempeño quién se queda en ella. Denota la atracción romántica que le provoca Kalinda, pese al rechazo que muestra ella al respecto hasta el momento.
- Alan Cumming como Eli Gold es el asesor de la campaña de Peter. Su personaje es franco y a veces grosero. Eli está separado de su esposa y tiene una hija, Marissa, quien es igualmente sincera y comparte una relación sana con su padre. Siente una fuerte atracción por Natalie Flores, una estudiante que trabajó en el pasado como niñera de Wendy Scott-Carr. Su personaje es tan completo y bien escrito que ha tenido muy buenas críticas y han propuesto una serie para su personaje.
- Zach Grenier como David Lee: Jefe del Departamento de Derecho de Familia en la firma.
- Graham Phillips como Zachary "Zach" Florrick: hijo de Alicia y Peter Florrick.
- Makenzie Vega como Grace Florrick: hija de Alicia y Peter Florrick.

Personajes secundarios
- Jill Flint como Lana Delaney: Agente del FBI, investiga el caso de Peter Florrick, siente una fuerte atracción por Kalinda Sharma a quien también investiga por sus nexos con personas peligrosas.
- Titus Welliver como Glenn Childs: sucesor de Peter como procurador general del condado y responsable de haber entregado los videos de contenido sexual de Peter que, al ser difundidos por los medios. provocaron su caída.
- Joe Morton como Daniel Golden: uno de los defensores legales de Peter.
- Emily Bergl como Bree: una integrante del estudio jurídico.
- David Paymer como el Juez Richard Cuesta: un juez que ha dirigido procesos en los que intervino Alicia.
- Sonequa Martin-Green como Courtney Wells: Asistente de Alicia y Cary.
- Mary Beth Peil como Jackie Florrick: madre de Peter que está ayudando a Alicia en el hogar. Se resiste a creer los cargos que le hacen a su hijo y está deseosa de que la pareja se reconcilie.
- Michael Ealy como Derrick Bond: Un nuevo socio en la fusión con Lockhart Gardner & Bond. Él juega con Will y Diane haciendo que se vuelquen uno contra el otro. Cuando Will y Diane se enteran de su plan, ambos se la juegan a él. En el capítulo "Wrongful Termination" es eliminado como socio del bufete de abogados.
- Anika Noni Rose como Wendy Scott-Carr: Se postuló sin éxito en contra de Peter y de Childs. Scott-Carr vuelve a aparecer en la temporada 3 como fiscal especial contratada por Florrick.
- Michael Boatman como Julius Cain: Jefe del Departamento de Litigios de la firma.
- Scott Porter como Blake Calamar: Un investigador privado contratado por el bufete y en donde compite con Kalinda. Se entera de que el verdadero nombre de Kalinda es Leela Tahiri y que Peter le ayudó a cambiar, a cambio, ella se acuesta con él.
- Dallas Roberts como Owen Cavanaugh: Hermano menor de Alicia quien es abiertamente gay. Él está saliendo con un profesor interpretado por Michael Arden.
- Michael J. Fox como Louis Canning: Es un abogado, rival de Alicia en varias ocasiones. Canning es conocido por usar trucos en sus casos. Le ofrece trabajo a Alicia en el capítulo "Wrongful Termination", el cual ella rechaza.
- Lisa Edelstein como Celeste Serrano: Abogada, antigua compañera de trabajo y novia de Will Gardner, su personaje aparece en la tercera temporada y trata de separar a Will y Alicia.
- Matthew Perry como Mike Kresteva: Es un abogado que se enfrenta a Alicia y al final de la temporada se quiere postular como gobernador.
- Maura Tierney como Maddie Hayward, entrará en el juego con la campaña de Peter Florrick para gobernador.
- Kristin Chenoweth interpretará a una reportera política relacionada con Peter y Alicia en la cuarta temporada.
- Nathan Lane como Clarke Hayden, un gerente que es colocado en Lockhart & Gardner para ocuparse de la reducción de costos.
- Amanda Peet como Laura Hellinger, una abogada militar que será defendida por Lockhart & Gardner tras una agresión sexual. La relación entre la militar y Alicia irá más allá de lo profesional y ambas se convertirán en grandes amigas.
- Dylan Baker como Colin Sweeney, un excéntrico millonario del que se sospecha que asesinó a su mujer, es cliente de Alicia.
- Sarah Steele como Marissa, hija de Eli Gold.
- America Ferrera como Natalie Flores, una inmigrante ilegal por la que se siente atraído Eli Gold.
- Anna Camp como Caitlin d'Arcy, sobrina de David Lee y asociada junior de Lockhart & Gardner. Alicia es su mentora.
- Martha Plimpton como Patti Nyholm, abogada rival de Lockhart & Gardner en varios casos, a menudo utiliza a sus hijos para ganar tiempo o la simpatía de la gente relacionada con sus casos.
- Carrie Preston como Elsbeth Tascioni, una abogada bastante excéntrica que ayuda en algunos juicios.
- Stockard Channing como Veronica Loy, la madre de Alicia.

## Equipo
La serie fue creada por Robert King y Michelle King, que también son los productores ejecutivos del show. La pareja había producido el drama legal de corta duración en In Justice que salió al aire como un reemplazo de mitad de temporada a principios de 2006. Scott Free producciones ayudó a financiar The Good Wife. Ridley Scott, Tony Scott y David W. Zucker se acreditan como productores ejecutivos. El productor ejecutivo Dee Johnson (ER) añadió su larga experiencia televisiva. Charles McDougall dirigió el episodio piloto quien también había disfrutado de dirigir el episodio piloto de Desperate Housewives. Los siete productores ejecutivos vuelven para dirigir la serie completa y se les ordenó que se unieran con el productor ejecutivo Brooke Kennedy. Charles McDougall dejó el equipo después de ser el director y productor ejecutivo del segundo episodio. La serie es producida también por Bernadette Caulfield, quien había trabajado previamente en el drama de HBO Big Love. El coproductor Ron Binkowski añadió su experiencia en la posproducción del piloto y volvió a la primera temporada.
Angela Amato Vélez se unió al equipo como asesora de producción y escritora quien traerá la experiencia legal de su carrera como oficial de policía, abogada de oficio y la experiencia de la escritura de los dramas policíacos Third Watch y Southland. Todd Ellis Kessler, quien había terminado recientemente la producción de The Unit y ya había trabajado en el drama legal The Practice, se unió al equipo como coproductora ejecutiva y guionista. Compañero de Kessler en The Unit como Ted Humphrey sirvió como supervisor y escritor, y luego como coproductor ejecutivo y escritor. Corinne Brinkerhoff completó el equipo de producción como escritor y coproductor. Brinkerhoff había trabajado como escritor y editor en la historia de Boston Legal.

## Premios y nominaciones
The Good Wife ha sido nominada en más de 40 ocasiones, entre los más destacados constan: Premios Emmy, Premios Globo de oro, Premios Satellite, Screen Actors Guild Awards y Television Critics Association Awards.

El personaje principal de la serie, Alicia Florrick, interpretada por Julianna Margulies ganó un Emmy en 2011 como Mejor Actriz Principal - Serie Drama, un Golden Globe Award como Mejor Actuación para una Actriz en una Serie de Televisión - Drama, un Satellite Award en la categoría de Mejor Actuación para una Actriz en una Serie de Televisión - Drama, dos Screen Actors Guild Awards como Mejor Interpretación de un Reparto en una Serie Dramática - Drama, entre otros.

La actriz Archie Panjabi, por su personaje Kalinda Sharma, fue ganadora de un Emmy como Mejor Actriz de Reparto - serie drama.

## Series derivadas

### The Good Fight
Michelle y Robert King declararon en febrero de 2016 que existía la posibilidad de una serie derivada. En mayo, CBS estaba en negociaciones finales para establecer un spin-off, con Christine Baranski retomando su papel como Diane Lockhart. El proyecto se transmitiría en el servicio de transmisión CBS All Access y se ordenó oficialmente la serie el 18 de mayo con el regreso de Cush Jumbo también.
En septiembre de 2016, se confirmó que la serie constaría de 10 episodios y se estrenaría en febrero de 2017. La historia comienza un año después del episodio final de la serie original, con Diane expulsada de su empresa después de que una estafa financiera acabó con sus ahorros; lo que resultó en su traslado a la firma de Lucca Quinn. Sarah Steele también se unió al elenco, regresando como Marissa Gold y apareciendo como la secretaria convertida e investigadora de Diane Lockhart. En octubre de 2016, se confirmó que, Rose Leslie, interpretaría el papel de la ahijada de Diane, Maia, y se anunció, también, a Delroy Lindo como Adrian Boseman. Paul Guilfoyle y Bernadette Peters fueron elegidos como los padres de Maia. El título de la serie The Good Fight, se anunció el 31 de octubre de 2016.

### Elsbeth
El 31 de enero de 2023, CBS anunció un segundo spin-off; esta vez con Carrie Preston de protagonista, volviendo a interpretar el personaje de Elisbeth Tascioni, que participó de forma recurrente en The Good Wife y episódica en The Good Fight. La serie lleva como título Elsbeth.